# Red Bull Racing RB16
O Red Bull Racing RB16 é o modelo de carro construído pela Red Bull Racing para competir durante o Campeonato Mundial de Fórmula 1 de 2020, foi pilotado por Max Verstappen e Alexander Albon, pelo segundo ano consecutivo. O RB16 foi o segundo carro da Red Bull Racing a utilizar motores Honda. O RB16 foi apresentado oficialmente em 12 de fevereiro de 2020 e sua estreia estava prevista para o Grande Prêmio da Austrália de 2020, mas devido a pandemia de COVID-19, sua estreia ocorreu somente no Grande Prêmio da Áustria, a primeira prova da temporada 2020.
A pandemia também causou o adiamento dos regulamentos técnicos que estavam planejados para serem introduzidos em 2021. Com isso, sob um acordo entre as equipes e a FIA, os carros com especificações de 2020 — incluindo o RB16 — terão sua vida útil estendida para competir em 2021, com a Red Bull produzindo um chassi atualizado denominado Red Bull Racing RB16B.